# Faculté d'architecture et d'urbanisme de l'université de São Paulo

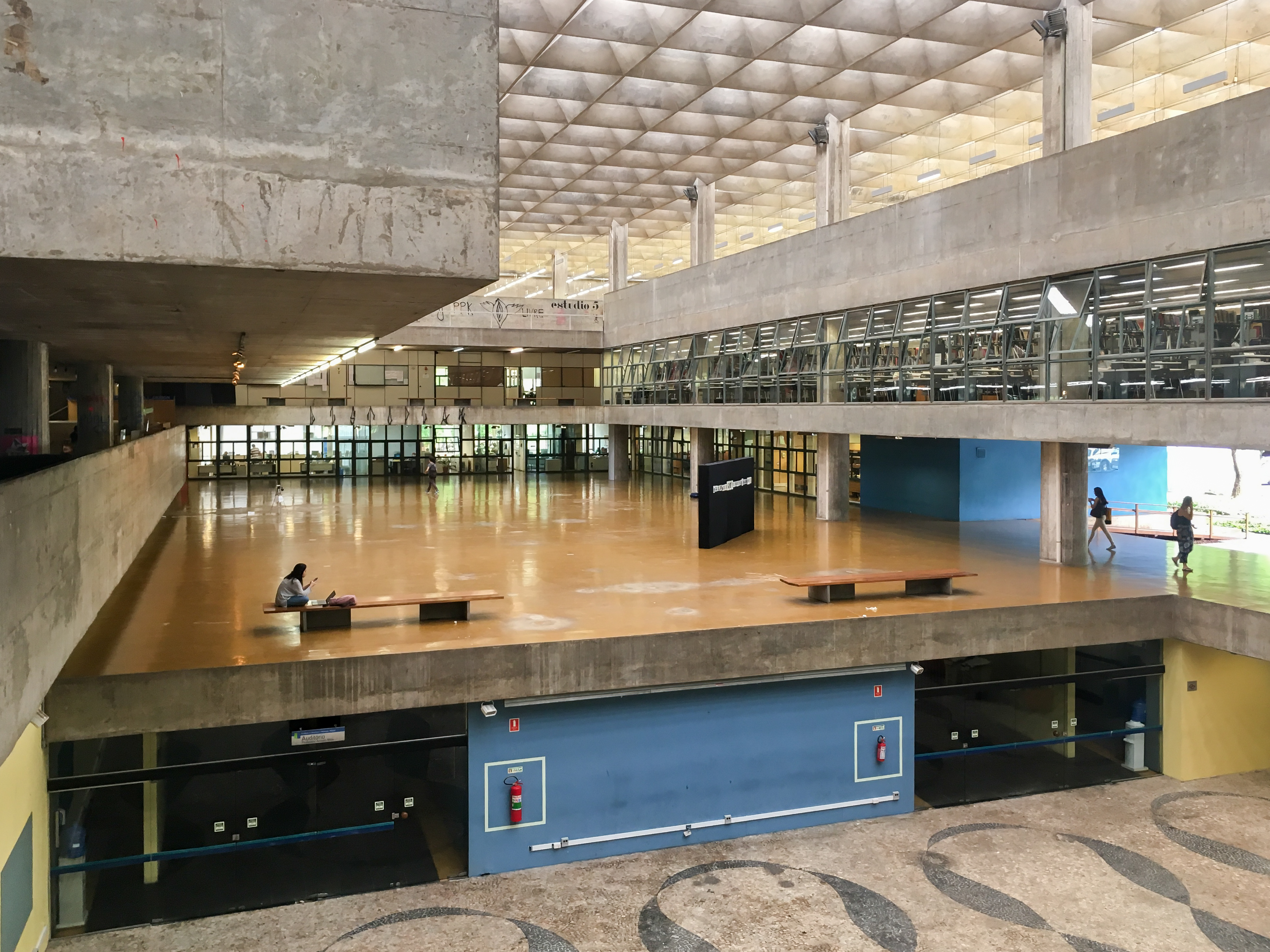
L'atrium du bâtiment Vilanova Artigas de la FAUUSP.

La Faculté d'architecture et d'urbanisme de l'université de São Paulo (en portugais : Faculdade de Arquitetura e Urbanismo da Universidade de São Paulo, siglée FAU ou FAUUSP) est une école d'architecture et de design de l'université de São Paulo au Brésil.
Fondé en 1948, il occupe notamment un bâtiment créé par l'architecte brésilien Vilanova Artigas.

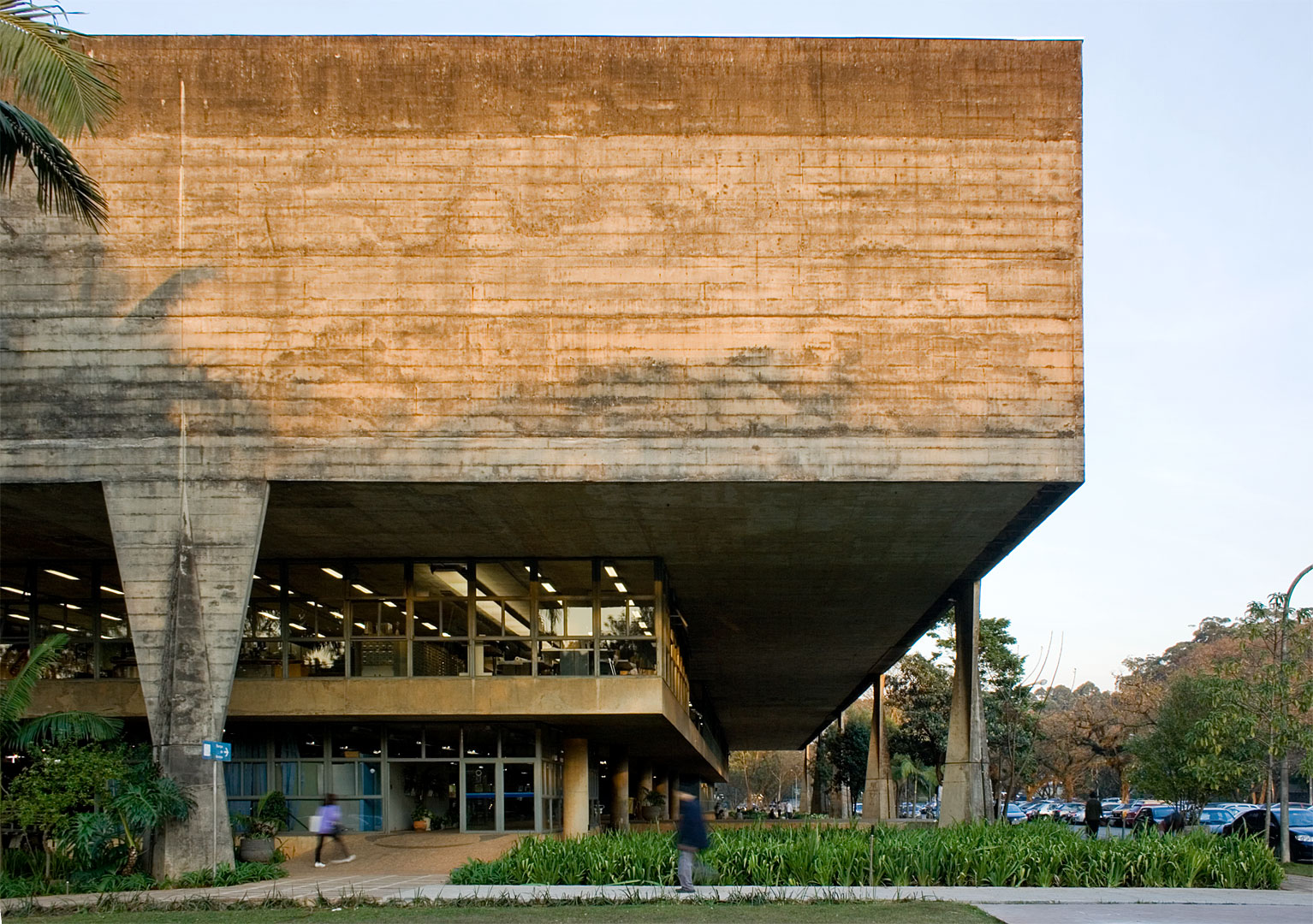
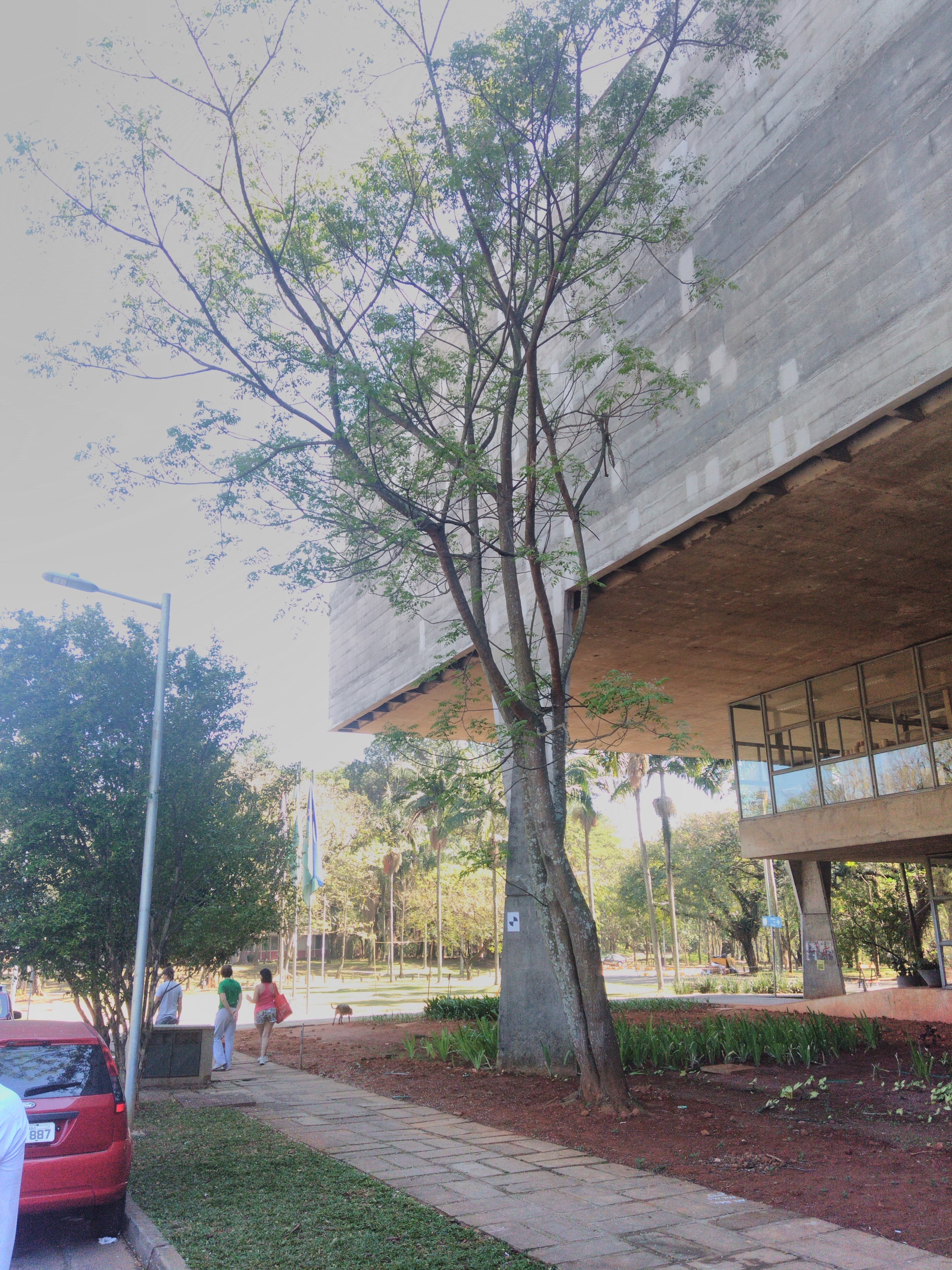
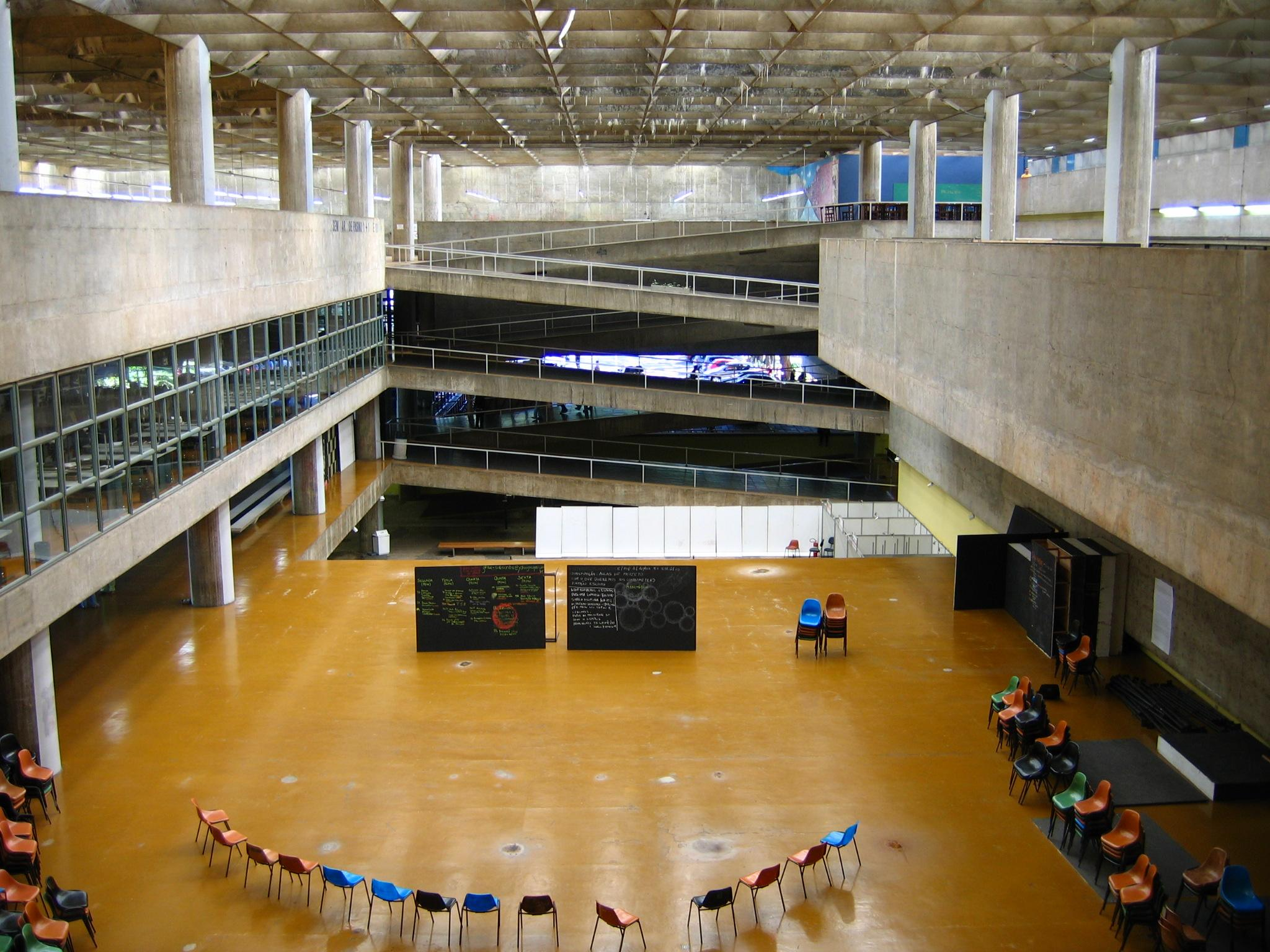
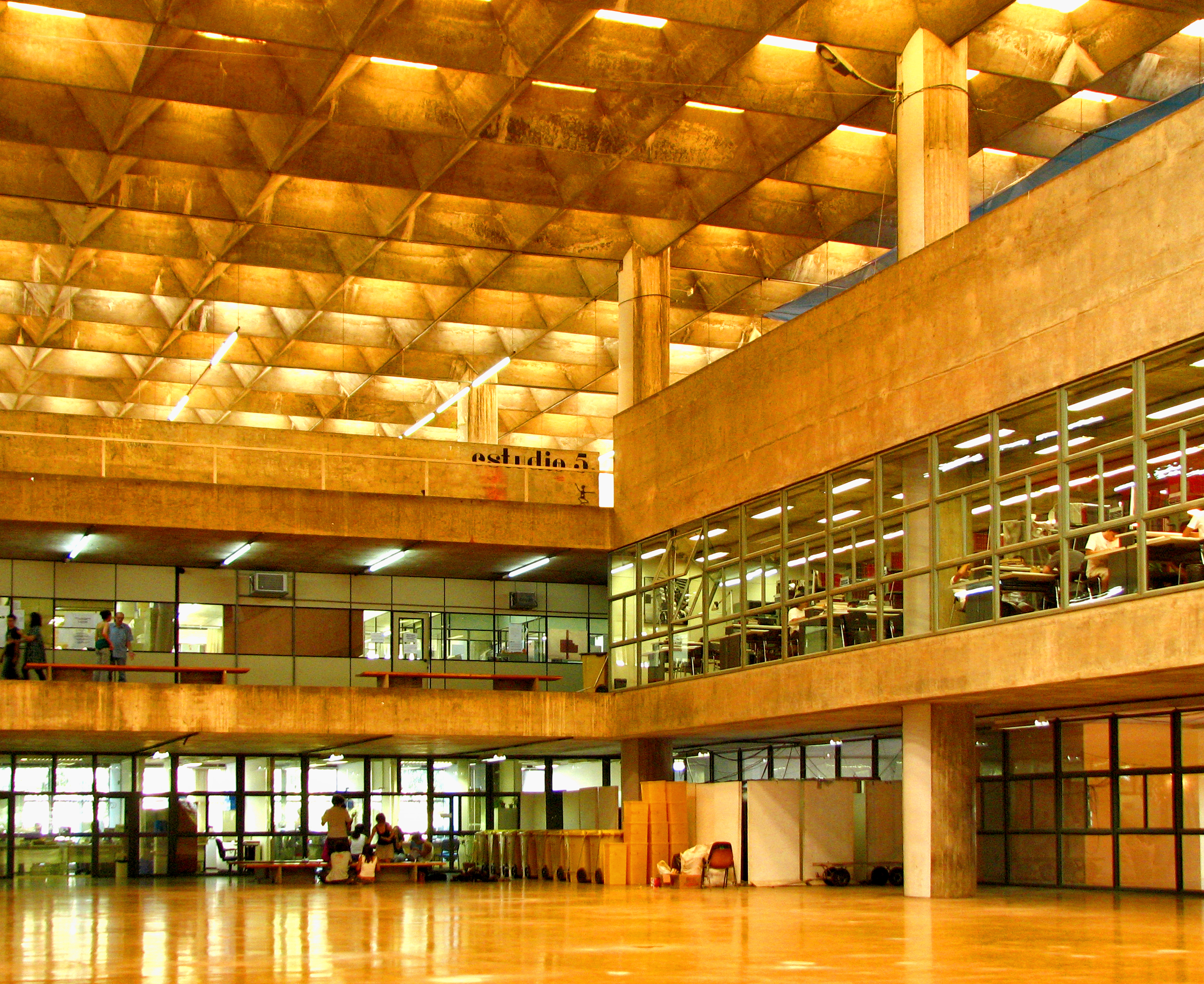
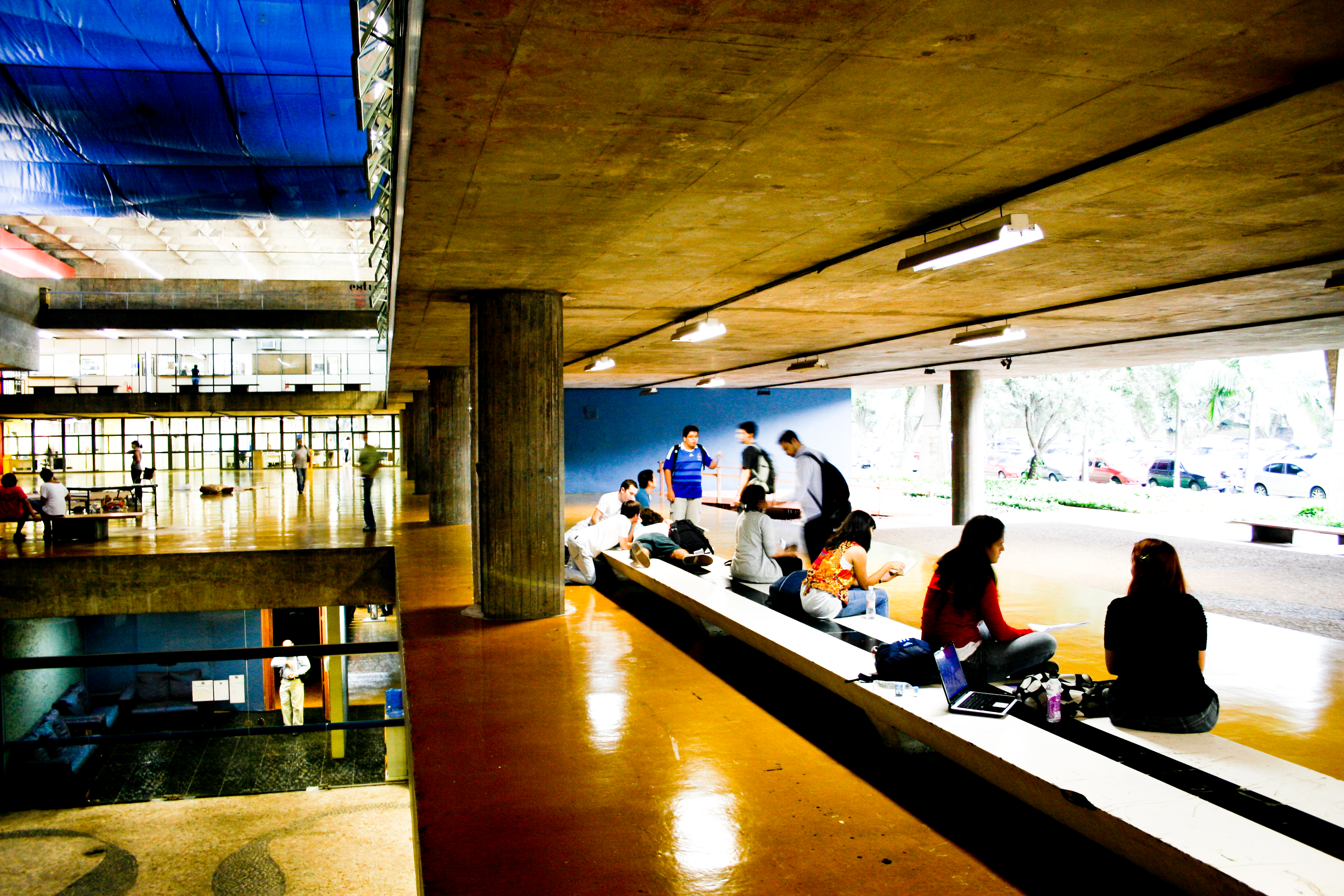